# Спасов, Мирчо
Мирчо Спасов Христов (болг. Мирчо Спасов Христов; 23 января 1911, Церецел, Софийская область — 13 июля 1993, София) — болгарский государственный и политический деятель, коммунист, сподвижник Тодора Живкова. Заместитель министра внутренних дел Болгарии (1957—1963), председатель Комитета госбезопасности. После смены политического режима в Болгарии в 1989—1990 обвинялся в расправах и коррупции, скончался до вынесения приговора.

## Карательная карьера
Родился в крестьянской семье. В 16 лет примкнул к молодёжной коммунистической организации, с 1932 — член БКП. Был активистом коммунистического подполья, в середине 1940-х участвовал в партизанском движении.
После прихода БКП к власти Мирчо Спасов служил в органах МВД, возглавлял управление МВД в Русе. Впоследствии ему предъявлялись обвинения в участии в массовых репрессиях и политических убийствах второй половины 1940-х годов. Не дожидаясь санкции МВД, учредил концентрационный лагерь в Лудогорие. Был переведён в центральный аппарат МВД в Софии. В 1948 стажировался в МГБ СССР. Возглавлял управления МВД в Софии и Плевне.
В 1949 Мирчо Спасов участвовал в процессе секретаря ЦК БКП Трайчо Костова — ключевом акте партийной чистки, с которой начинал своё правление Вылко Червенков.

Бескомпромиссную «классовую ненависть к врагам с партийным билетом» демонстрировал циничный поступок Мирчо при повешении Трайчо Костова. По рассказу очевидца, бывшего сотрудника следственной группы, известного под кличкой Само Бакията, после того, как Трайчо повесили, надзиравший за этим Мирчо Спасов выпустил из автомата всю обойму в ещё тёплый труп.

## В руководстве карательных служб
В 1957—1963 Мирчо Спасов занимал пост заместителя министра внутренних дел НРБ. Руководил администрацией исправительно-трудовых учреждений Слънчев бряг и Скравена — ТВО N 1, с его установками связывают особая жестокость режима содержания. В июне 1963 был назначен заместителем председателя Комитета государственной безопасности (ДС). Контактировал с представителем КГБ СССР при МВД НРБ Иваном Савченко.
Весной 1965 Спасов руководил раскрытием и подавлением заговора Ивана Тодорова-Горуни (интересно, что заговорщики придерживались близких Спасову ортодоксально-сталинистских взглядов). Особое внимание уделялось аресту генерала Цвятко Анева, командующего гарнизоном Софии.
Мирчо Спасов был тесно связан с Тодором Живковым и пользовался его особым доверием. Обвиняется в крайней жестокости (десятках убийств в концлагерях) и корысти (использовал служебное положение для вымогательства и коррупции).

Зловещая фигура. Он был не старый, но производил впечатление усталого и изношенного человека. Возможно, из-за того, что много пил и вёл ненормальный образ жизни. Его стиль заключался в том, чтобы полагаться на людей послушных, лично преданных, с примитивным мышлением. Мирчо Спасов был связан с Тодором Живковым, есть секреты, которые знают только они.

Ангел Солаков, председатель ДС в 1960—1969, министр внутренних дел в 1968—1971

Действия Спасова временами вызывали недовольство высшего партийного руководства. 24 марта и 5 апреля 1962 на него были наложены партийные взыскания за «отсутствие быстрой и острой реакции на сигналы» о произволе и жестокости режима в трудовых лагерях Ловечской области и женского лагеря в Скравене.
В 1969—1973 Мирчо Спасов занимал пост первого заместитель министра внутренних дел, председателя Комитета государственной безопасности НРБ. С 1973 по 1982 Мирчо Спасов возглавлял отдел иностранных кадров ЦК БКП. Являлся депутатом Народного собрания. Был награждён высшим орденом НРБ, рядом других наград, в том числе советскими орденами Красного знамени и Отечественной войны. Имел воинское звание генерал-полковника.

## Финансовая деятельность
Мирчо Спасов имел доступ к конфиденциальным финансовым операциям высшего руководства БКП. В ходе подготовки к празднованию 1300-летия Болгарии (отмечалось в 1981) в 1977 был учреждён фонд Културно наследство («Культурное наследие») во главе с дочерью генерального секретаря Людмилой Живковой. На специально выделенные средства осуществлялись крупномасштабные закупки культурных ценностей за рубежом. Эти операции требовали непременной санкции Мирчо Спасова как функционера ЦК. 

Верховными руководителями «Культурного наследия» были Тодор Живков и Людмила Живкова... Финансовый контроль осуществляло Министерство финансов. Ревизии проводились в конце каждого года. Оперативное управление было в руках Мирчо Спасова, который один имел право распоряжаться, какие суммы и на что тратить. Отчёты о расходовании подписывал он.

Емил Александров, сотрудник Людмилы Живковой

Сам Спасов признавал, что средства расходовались бесконтрольно, в значительной части списывались на деловые поездки и представительские функции. Считается, что Мирчо Спасов и члены его семьи серьёзно обогатились в ходе подготовки к юбилею:

«Я всегда располагал огромными средствами в левах и валюте. Много ушло в командировки», — не отрицал на следствии Мирчо Спасов. Как заведующий отделом ЦК он получал ежемесячно 1000 левов, а в начале каждого года по 5000 тысяч левов конфиденциальные средств. Только последняя командировка по линии «Культурного наследия» дала 1400 долларов. В 1977 году младший сын Румен Спасов — будущий босс «Ориона» — был устроен на работу в МИД и отправился в Лондон в качестве атташе по культуре, чтобы приобрести ценные вещи для «Культурного наследия».

Незадолго до празднования 1300-летия Людмила Живкова погибла при непрояснённых до конца обстоятельствах. Помпезная организация юбилея считается в Болгарии крупнейшей «партийной аферой».

## Обвинения и смерть
В 1990, после отстранения от власти Живкова, а затем и БКП в целом, Мирчо Спасов был исключён из БСП и лишён генеральского звания. Его персональная пенсия в 1000 левов (средняя пенсия в Болгарии составляла 60-70 левов) сократилась до 600.
Действия Спасова в трудовых лагерях стали предметом прокурорского расследования. 8 июня 1993 было возбуждено уголовное дело. Генеральный прокурор Республики Болгарии Иван Татарчев (бывший политзаключённый) считал смертную казнь адекватной мерой наказания. В своё оправдание Спасов заявлял, что лишь копировал «опыт советских товарищей».
Спасов умер под домашним арестом 13 июля 1993 года в 82-летнем возрасте через месяц после начала уголовного преследования.

## Бизнес младшего сына
Мирчо Спасов был женат на киноактрисе Костадинке Тодоровой Ангеловой и имел двух сыновей — Лачезара и Румена. Румен Спасов служил в контрразведке НРБ, после 1989 стал бизнесменом, возглавлял группу компаний «Орион». Являлся деловым партнёром премьер-министра Болгарии в 1995—1997 Жана Виденова и российского алюминиевого магната Михаила Черного.
Румен Спасов обладал криминально-авантюрной репутацией. Он подозревался в причастности к убийству бывшего премьер-министра Андрея Луканова и финансовых аферах, однако обвинения не были доказаны по суду. Скончался в Кейптауне в 2009.